# Dachsberg (Südschwarzwald)
Dachsberg (Südschwarzwald) este o comună din landul Baden-Württemberg, Germania.

## Istorie
Satele componente ale comunei Dachsberg au fost pentru cea mai mare parte a istoriei lor proprietatea Abației Sfântului Blasiu. Dintre acestea, cel mai important a fost Urberg, fiind prețuit pentru importantele sale mine. Urberg de asemenea a dat naștere unei familii nobiliare locale, casa de Urberg. Casa de Habsburg a avut și ea proprietăți în zonă. Dachsberg a fost parte a abației până în 1806 când, drept consecință a tratatului de la Pressburg, a fost dat Marelui Ducat de Baden.